# داريل جاستن فينيزيو
داريل جاستن فينيزيو (بالإنجليزية: Daryl Justin Finizio) (من مواليد 20 يوليو 1977) هو سياسي أمريكي وكان أول رئيس بلدية قوي لنيو لندن، كونيتيكت. فاز في انتخابات رئاسة البلدية في نوفمبر 2011 بنسبة 46% من الأصوات في سباق من 6 متنافسين عن الحزب الديقراطي الأمريكي.

## النشأة والتعليم والوظيفة
ولد فينيزيو في ويسترلي، رود آيلاند. وخدم عندما كان أحد خريجي جامعة رود آيلاند، كأول رئيس هيئة طلابية مثلي الجنس علنًا، بالإضافة إلى مندوب طالب في «مجلس محافظي رود آيلاند للتعليم العالي». وحصل خلال الفترة التي قضاها في جامعة رود آيلاند على منحة هاري ترومان الدراسية، والتي تُمنح للطلاب الذين يظهرون إمكانات قيادية والتزام بالخدمة العامة.
بعد تخرجه من جامعة رود آيلاند، حضر فينيزيو «مدرسة روبرت إف. واغنر للدراسات العليا للخدمة العامة» في جامعة نيويورك، حيث حصل على درجة الماجستير في الإدارة العامة. وعمل في هذا الوقت أيضا في مجلس مدينة نيويورك كمحلل لسياسة العدالة الجنائية. حصل فينيزيو في عام 2005 على درجة الدكتوراه في القانون من جامعة روجر ويليامز. وهو حاليًا محامٍ مرخص له في كل من محاكم الولاية والمحاكم الفيدرالية في رود آيلاند وكونيتيكت، فضلاً عن كونه مرخصًا له بالممارسة أمام المحكمة العليا للولايات المتحدة.
عاد فينيزيو في عام 2006 إلى ويسترلي، رود آيلاند، وفاز في انتخابات مجلس مدينة ويسترلي. حصل أثناء خدمته في مجلس المدينة على زمالة الجدارة الكاملة لحضور جامعة نورث إيسترن للحصول على برنامج دكتوراه في قسم القانون والسياسة العامة. انتقل فينيزيو أثناء الدراسة والتدريس في جامعة نورث إيسترن إلى نيو لندن، كونيتيكت، حيث تم انتخابه رئيس بلدية في عام 2011. خسر في عام 2015 الانتخابات التمهيدية للحزب الديمقراطي أمام رئيس البلدية الحالي مايكل باسيرو. أعلن في عام 2021 نيته الترشح لمجلس شيوخ كونيتيكت ليحل محل السناتور الجمهوري المتقاعد بول فورميكا.

## الحياة الشخصية
فينيزيو مثلي الجنس علنا. وقد تزوج من زوجه الأول تود ليدبيتر في عام 2008 ولكنهما طلقا منذ ذلك الحين. تمت دعوته لحضور حفلات استقبال شهر الفخر للمثليين في البيت الأبيض في عام 2013 و 2014. وتزوج مرة أخرى برجل أخر يدعى أنتوني أو. فينيزيو.
حصل في عام 2013 على جائزة «40 تحت عمر 40» في جنوب شرق ولاية كونيتيكت.